# Лазерно киви
Лазерно киви е флаг, проектиран през 2015 г. от Луси Грей като официален флаг на Нова Зеландия за референдумите за флага на Нова Зеландия през 2015 – 2016 г.
Оттогава е явление в социалните мрежи, предизвиквайки постоянен интерес към дизайна.
Знамето включва новозеландска папрат и киви, изстрелващ зелен лазерен лъч от очите си. Някои комици се шегуват, че ако то стане официално на Нова Зеландия, това ще предизвика „страх“ у враговете на Нова Зеландия. 
След референдума популярността на знамето се „завръща“, тъй като става широко достъпно и често се вижда на спортни или културни събития. 

## Луси Грей
Луси Грей е от Ню Плимут и работи като аудио-визуален техник. До 2017 тя е член на младежкото крило на „Ей Си Ти Нова Зеландия“ и участва в общите избори през 2014 г. като кандидат от Ню Плимут.  Класирана на 28-о място в листата на партията и получавайки 0,55% от гласовете на електората, тя не беше избрана. 